# Einsatzgruppen
Einsatzgruppen (en alemán, «grupos operativos» o «grupos de operaciones») era el nombre de un conjunto de escuadrones de ejecución itinerantes especiales formados por miembros de las SS, SD y otros miembros de la policía secreta de la Alemania Nazi. Estos escuadrones de la muerte pertenecieron a las SS y actuaron primero, superficialmente, en la anexión de Austria de 1938 (Anschluss) y la invasión de Checoslovaquia (1939), y después, ya plenamente, en Polonia (1939) y la Unión de Repúblicas Socialistas Soviéticas (URSS) en 1941 como unidades especiales autónomas.
Su tarea principal, en palabras del general Erich von dem Bach-Zelewski de las SS en los juicios de Núremberg, era «la matanza de los judíos (prioritario), los gitanos y los comisarios políticos». Según sus propios expedientes, mataron alrededor de un millón cuatrocientas mil personas, casi exclusivamente civiles, sin supervisión judicial ni respaldo alguno de la legalidad (no se efectuó ninguna lectura de acusaciones del derecho penal o administrativo). 
Los asesinatos comenzaron con la aniquilación de la intelligentsia polaca tras la invasión de este país, y tuvo un papel integral en la implementación de la llamada "Solución final a la cuestión judía" (Die Endlösung der Judenfrage) en los territorios conquistados por la Alemania nazi. Más adelante se ocuparon de las etnias despreciadas como infrahumanas para el régimen nazi, incluyendo mujeres y niños, de las poblaciones que quedaban tras la línea del frente. Su tarea fue realizar fusilamientos masivos en los que se asesinaba sin ningún tipo de pruebas de los "crímenes" de los que se les acusaba. Asesinaron en total a más de un millón cuatrocientos mil judíos, comunistas, prisioneros de guerra y gitanos.
Después del final de la Segunda Guerra Mundial, 24 líderes de alto rango de los Einsatzgruppen fueron procesados en el juicio a los Einsatzgruppen en 1947-1948, acusados de crímenes contra la humanidad y crímenes de guerra. Se dictaron catorce penas de muerte y dos de cadena perpetua. Cuatro líderes adicionales de los Einsatzgruppe fueron luego juzgados y ejecutados por otras naciones.

## Formación yAktion T4
Los Einsatzgruppen se formaron bajo la dirección del SS-Obergruppenführer Reinhard Heydrich y fueron operados por las Schutzstaffel (SS) antes y durante la Segunda Guerra Mundial. Los Einsatzgruppen tuvieron su origen en el Einsatzkommando ad hoc formado por Heydrich para asegurar edificios y documentos del gobierno después del Anschluss en Austria en marzo de 1938. Originalmente parte de la Sicherheitspolizei (Policía de Seguridad; SiPo), dos unidades de Einsatzgruppen estaban estacionadas en los Sudetes en octubre de 1938. Cuando la acción militar resultó no ser necesaria debido al Acuerdos de Múnich, los Einsatzgruppen fueron asignados para confiscar documentos gubernamentales y policiales. También aseguraron edificios del gobierno, interrogaron a altos funcionarios públicos y arrestaron a hasta 10 000 comunistas checos y ciudadanos alemanes. Desde septiembre de 1939, el Reichssicherheitshauptamt (Oficina Principal de Seguridad del Reich; RSHA) tenía el mando general del Einsatzgruppen.
Como parte de la campaña para eliminar los llamados elementos "indeseables" de la población alemana, de septiembre a diciembre de 1939, los Einsatzgruppen y otros participaron en Aktion T4, un programa de asesinatos sistemáticos llevado a cabo por el régimen nazi de personas con problemas físicos y mentales, discapacidades y pacientes de hospitales psiquiátricos. La Aktion T4 tuvo lugar principalmente entre 1939 y 1941, pero los asesinatos continuaron hasta el final de la guerra. Inicialmente, las víctimas fueron fusiladas por los Einsatzgruppen y otros, pero las cámaras de gas se pusieron en uso en la primavera de 1940.

### Invasión de Polonia
En respuesta al plan de Adolf Hitler de invadir Polonia el 1 de septiembre de 1939, Heydrich reformó el Einsatzgruppen para viajar en pleno auge de los ejércitos alemanes. La membresía en este punto se obtuvo de las SS, el Sicherheitsdienst (Servicio de Seguridad; SD), la policía y la Gestapo. Heydrich colocó al SS-Obergruppenführer Werner Best al mando, quien asignó a Hans-Joachim Tesmer para elegir personal para las fuerzas de tarea y sus subgrupos, llamados Einsatzkommandos, entre personas educadas con experiencia militar y un fuerte compromiso ideológico con el nazismo. Algunos habían sido miembros de grupos paramilitares como los Freikorps. Heydrich instruyó a Wagner en las reuniones a fines de julio que los Einsatzgruppen deberían llevar a cabo sus operaciones en cooperación con la Ordnungspolizei (Policía del Orden [Público]; Orpo) y los comandantes militares en el área. La inteligencia del ejército estaba en contacto constante con Einsatzgruppen para coordinar sus actividades con otras unidades.

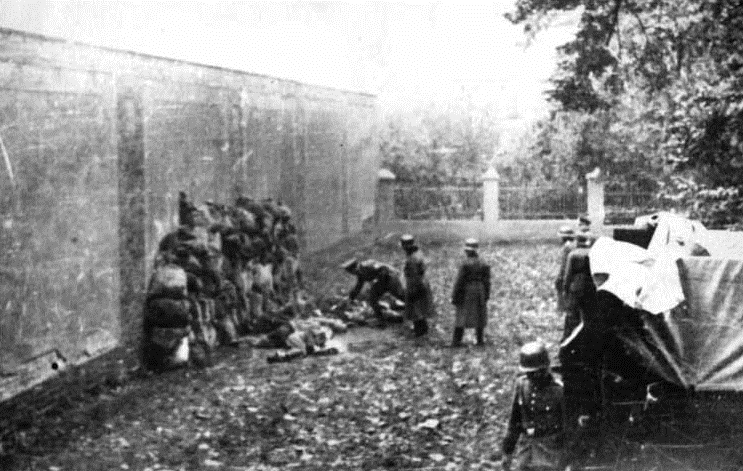
Fusilamiento de polacos en Leszno, octubre de 1939.

Inicialmente contando con 2 700 hombres (y finalmente 4 250 en Polonia), la misión de los Einsatzgruppen fue matar a miembros del liderazgo polaco más claramente identificados con la identidad nacional polaca: la intelectualidad, miembros del clero, maestros y miembros de la nobleza. Como dijo Hitler: "...no debe haber líderes polacos; donde existan líderes polacos deben ser asesinados, por muy duro que parezca". El SS-Brigadeführer Lothar Beutel, comandante del Einsatzgruppe IV, más tarde testificó que Heydrich dio la orden de estos asesinatos en una serie de reuniones a mediados de agosto. Las Sonderfahndungsbuch Polen, listas de personas a ser asesinadas, había sido elaboradas por las SS ya en mayo de 1939, utilizando expedientes recopilados por el SD desde 1936 en adelante. Los Einsatzgruppen realizaron estos asesinatos con el apoyo del Volksdeutscher Selbstschutz, un grupo paramilitar formado por alemanes étnicos que vivían en Polonia. Miembros de las SS, la Wehrmacht y la Ordnungspolizei también dispararon contra civiles durante la campaña polaca. Aproximadamente 65 000 civiles fueron asesinados a finales de 1939. Además de los líderes de la sociedad polaca, mataron a judíos, prostitutas, romaníes y enfermos mentales. Los pacientes psiquiátricos en Polonia fueron asesinados inicialmente por disparos, pero en la primavera de 1941 las furgonetas de gas fueron ampliamente utilizadas.
Siete Einsatzgruppen de la fuerza del batallón (alrededor de 500 hombres) operaron en Polonia. Cada uno se subdividió en cinco Einsatzkommandos de la fuerza de la compañía (alrededor de 100 hombres).
- Einsatzgruppe I, comandados por el SS-Standartenführer Bruno Streckenbach, ejerció en el 14.º Ejército
- Einsatzgruppe II, SS-Obersturmbannführer Emanuel Schäfer, ejerció en el 10.º Ejército
- Einsatzgruppe III, SS-Obersturmbannführer und Regierungsrat Herbert Fischer, ejerció en el 8.º Ejército
- Einsatzgruppe IV, SS-Brigadeführer Lothar Beutel, ejerció en el 4.º Ejército
- Einsatzgruppe V, SS-Standartenfürer Ernst Damzog, ejerció en el 3.º Ejército
- Einsatzgruppe VI, SS-Oberführer Erich Naumann, ejerció en el Wielkopolska
- Einsatzgruppe VII, SS-Obergruppenführer Udo von Woyrsch y el SS-Gruppenführer Otto Rasch, ejerció en el  Alta Silesia y Cieszyn Silesia[23]

Aunque estaban formalmente bajo el mando del ejército, los Einsatzgruppen recibieron sus órdenes de Heydrich y, en su mayor parte, actuaron independientemente del ejército. Muchos oficiales superiores del ejército no estaban demasiado contentos de dejar estas acciones genocidas a estas fuerzas, ya que los asesinatos violaron las reglas de guerra establecidas en la Convención de Ginebra. Sin embargo, Hitler había decretado que el ejército tendría que tolerar e incluso ofrecer apoyo logístico al Einsatzgruppen cuando era tácticamente posible hacerlo. Algunos comandantes del ejército se quejaron de disparos no autorizados, saqueos y violaciones cometidas por miembros del Einsatzgruppen y el Volksdeutscher Selbstschutz, con poco efecto. Por ejemplo, cuando el Generaloberst Johannes Blaskowitz envió un memorando de queja a Hitler sobre las atrocidades, Hitler desestimó sus preocupaciones como "infantiles", y Blaskowitz fue relevado de su cargo en mayo de 1940. Continuó sirviendo en el ejército pero nunca recibió ascenso a Mariscal de campo.
La tarea final del Einsatzgruppen en Polonia fue reunir a los judíos restantes y concentrarlos en guetos dentro de las principales ciudades con buenas conexiones ferroviarias. La intención era eliminar, en última instancia, a todos los judíos de Polonia, pero en este punto su destino final aún no se había determinado. Juntos, la Wehrmacht y el Einsatzgruppen también condujeron a decenas de miles de judíos hacia el este en territorio controlado por los soviéticos.

## Preparativos para la Operación Barbarroja
El 13 de marzo de 1941, en el período previo a la Operación Barbarroja, la invasión planificada de la Unión Soviética, Hitler dictó sus "Directrices en esferas especiales relativas a la Directiva n.º 21 (Operación Barbarroja)". El subpárrafo B especificaba que el Reichsführer-SS Heinrich Himmler recibiría "tareas especiales" por órdenes directas del Führer, que él llevaría a cabo de forma independiente. Esta directiva tenía la intención de evitar fricciones entre la Wehrmacht y las SS en la próxima ofensiva. Hitler también especificó que los actos criminales contra civiles perpetrados por miembros de la Wehrmacht durante la próxima campaña no serían procesados en los tribunales militares, y por lo tanto quedarían impunes.
En un discurso a sus principales generales el 30 de marzo de 1941, Hitler describió su guerra imaginada contra la Unión Soviética. El general Franz Halder, Jefe de Estado Mayor del Ejército, describió el discurso:

Lucha entre dos ideologías. Evaluación mordaz del bolchevismo, es igual a la criminalidad antisocial. Comunismo inmenso peligro futuro ... Esta es una lucha hasta el final. Si no aceptamos esto, venceremos al enemigo, pero dentro de treinta años nos enfrentaremos nuevamente al enemigo comunista. No hacemos la guerra para preservar al enemigo... Lucha contra Rusia: exterminio de los comisarios bolcheviques y de la intelectualidad comunista ... Los comisarios y el personal de la GPU son criminales y deben ser tratados como tales. La lucha será diferente a la de Occidente. En el este, la dureza ahora significa suavidad para el futuro.

Aunque el general Halder no registró ninguna mención de judíos, el historiador alemán Andreas Hillgruber argumentó que debido a las frecuentes declaraciones contemporáneas de Hitler sobre la próxima guerra de aniquilación contra el "judeo-bolchevismo", sus generales habrían entendido el llamado de Hitler para la destrucción de la Unión Soviética como también comprende un llamado a la destrucción de su población judía. El genocidio se describió a menudo utilizando eufemismos como "tareas especiales" y "medidas ejecutivas"; las víctimas del Einsatzgruppen a menudo fueron descritas como disparadas mientras intentaban escapar. En mayo de 1941, Heydrich transmitió verbalmente la orden de matar a los judíos soviéticos a la Escuela SiPo NCO en Pretzsch, donde los comandantes del reorganizado Einsatzgruppen estaban siendo entrenados para la Operación Barbarroja. En la primavera de 1941, Heydrich y el primer intendente de la Wehrmacht Heer, general Eduard Wagner, completaron con éxito las negociaciones de cooperación entre el Einsatzgruppen y el ejército alemán para permitir la implementación de las "tareas especiales". Tras el acuerdo de Heydrich-Wagner el 28 de abril de 1941, el mariscal de campo Walther von Brauchitsch ordenó que cuando comenzara la Operación Barbarroja, todos los comandantes del ejército alemán debían identificar y registrar de inmediato a todos los judíos en las áreas ocupadas de la Unión Soviética, y cooperar plenamente con el Einsatzgruppen.
En otras reuniones celebradas en junio de 1941, Himmler describió a los principales líderes de las SS la intención del régimen de reducir la población de la Unión Soviética en 30 millones de personas, no solo a través del asesinato directo de aquellos considerados racialmente inferiores, sino al privar al resto de alimentos y otras necesidades de vida.

### Organización
Para la Operación Barbarroja, inicialmente se crearon cuatro Einsatzgruppen, cada uno con un número de 500 a 990 hombres para comprender una fuerza total de 3 000. Los Einsatzgruppen A, B y C debían unirse a los Grupos de Ejércitos Norte, Centro y Sur; Einsatzgruppen D fue asignado al 11.º Ejército. El Einsatzgruppen para fines especiales operaba en el este de Polonia a partir de julio de 1941. Los Einsatzgruppen estaban bajo el control de la RSHA, encabezada por Heydrich y más tarde por su sucesor, SS-Obergruppenführer Ernst Kaltenbrunner. Heydrich les dio un mandato para asegurar las oficinas y los papeles del Estado soviético y el Partido Comunista; liquidar todos los cuadros superiores del estado soviético; e instigar y alentar a los pogromos contra las poblaciones judías. Los hombres del Einsatzgruppen fueron reclutados de las SD, Gestapo, Kriminalpolizei (Kripo), Orpo y Waffen-SS. Cada Einsatzgruppen estaba bajo el control operativo de los jefes de policía de las SS superiores en su área de operaciones. En mayo de 1941, el general Wagner y el SS-Brigadeführer Walter Schellenberg acordaron que los Einsatzgruppen en áreas de primera línea debían operar bajo el mando del ejército, mientras que el ejército proporcionó al Einsatzgruppen todo el apoyo logístico necesario. Dado que su tarea principal era derrotar al enemigo, el ejército dejó la pacificación de la población civil al Einsatzgruppen, que ofreció apoyo y evitó la subversión. Esto no impidió su participación en actos de violencia contra civiles, ya que muchos miembros de la Wehrmacht ayudaron a los Einsatzgruppen a arrestar y matar judíos por su propia voluntad.
Heydrich actuó bajo las órdenes del Reichsführer-SS Himmler, quien suministró las fuerzas de seguridad "según sea necesario" a las SS locales y a los líderes de la policía. Liderados por oficiales de SD, Gestapo y Kripo, Einsatzgruppen incluyó reclutas del Servicio de Seguridad de Orpo y Waffen-SS, aumentados por voluntarios uniformados de la fuerza policial auxiliar local. Cada Einsatzgruppe se complementó con batallones Waffen-SS y de la Policía de Orden, así como personal de apoyo como conductores y operadores de radio. En promedio, las formaciones de la Policía de Orden eran más grandes y mejor armadas, con destacamentos de ametralladoras pesadas, lo que les permitió llevar a cabo operaciones más allá de la capacidad de las SS. Cada escuadrón de la muerte siguió a un grupo del ejército asignado a medida que avanzaban hacia la Unión Soviética. Durante el curso de sus operaciones, los comandantes de los Einsatzgruppen recibieron asistencia de la Wehrmacht. Las actividades abarcaron desde el asesinato de grupos específicos de personas nombradas en listas cuidadosamente preparadas, hasta operaciones conjuntas en toda la ciudad con SS Einsatzgruppen que duraron dos o más días, como las masacres en Babi Yar, perpetradas por el Batallón de Policía 45 y en Rumbula, por el Batallón 22, reforzado por el local Schutzmannschaften (policía auxiliar). Las brigadas de las SS, escribió el historiador Christopher Browning, eran "solo la vanguardia de las unidades alemanas que se involucraron en asesinatos en masa políticos y raciales".
Muchos líderes de los Einsatzgruppen eran altamente educados; por ejemplo, nueve de los diecisiete líderes del Einsatzgruppen A obtuvieron un doctorado. Tres titulares de doctorados ordenaron a tres Einsatzgruppen, uno de los cuales (SS-Gruppenführer Otto Rasch) tenía un doble doctorado.
Se crearon Einsatzgruppen adicionales a medida que se ocuparon territorios adicionales. Einsatzgruppen E operaba en el Estado Independiente de Croacia bajo tres comandantes, SS-Obersturmbannführer Ludwig Teichmann, SS-Standartenführer Günther Herrmann y, por último, SS-Standartenführer Wilhelm Fuchs. La unidad se subdividió en cinco Einsatzkommandos ubicados en Vinkovci, Sarajevo, Banja Luka, Knin y Zagreb. Einsatzgruppen F trabajó con el Grupo de Ejércitos Sur. Einsatzgruppen G operaba en Rumania, Hungría y Ucrania, comandada por el SS-Standartenführer Josef Kreuzer. Einsatzgruppen H fue asignado a Eslovaquia. Einsatzgruppen K y L, bajo SS-Oberführer Emanuel Schäfer y SS-Standartenführer Ludwig Hahn, trabajaron junto a los ejércitos Panzer quinto y sexto durante la ofensiva de las Ardenas. Hahn había estado al mando de Einsatzgruppen Griechenland en Grecia.
Otros Einsatzgruppen y Einsatzkommandos incluyeron Einsatzgruppe Iltis (operado en Carintia, en la frontera entre Eslovenia y Austria) bajo SS-Standartenführer Paul Blobel, Einsatzgruppen Jugoslawien (Yugoslavia), Einsatzkommando Luxemburg (Luxemburgo), Einsatzgruppe Norwegen (Noruega) comandado por el SS-Oberführer Franz Walter Stahlecker, Einsatzgruppe Serbien (Yugoslavia) bajo el SS-Standartenführer Wilhelm Fuchs y SS-Gruppenführer August Meysner, Einsatzkommando Tilsit (Lituania, Polonia), y Einsatzgruppe Tunis (Túnez), comandado por el SS-Obersturmbannführer Walter Rauff.
| Jefaturas más reconocidas de los comandos Einsatzgruppen |                                                                            |                                                                                               |
| Otto Ohlendorf Gruppenführer SS. Comandante del grupo D. | Otto Rasch Brigadeführer SS. Comandante del grupo C.                       |                                                                                               |
| Arthur Nebe Brigadeführer SS. Comandante del grupo B.    | Paul Blobel Standartenführer SS. Comandante del Sonderkommando 4A en Kiev. | Karl Eberhard Schöngarth Brigadeführer SS. Comandante del Einsatzgruppe z.b.V en Bielorrusia. |

| Algunos miembros de los comandos Einsatzgruppen sometidos a juicio |                                                                          |                                                             |                  |
| Gustav Nosske Obersturmbannführer SS. Miembro del EG D.            | Erich Naumann General SS. Comandó el EG B (1941-1942); murió en prisión. | Waldemar Klingelhöfer Sturmbannführer SS. Miembro del EG B. | Eugen Steimle    |
| Erwin Schulz                                                       | Waldemar von Radetzky                                                    | Walter Haensch                                              | Ernst Biberstein |
| Walter Blume                                                       | Emil Haussmann                                                           | Adolf Ott                                                   | Heinz Schubert   |

## Asesinatos en la Unión Soviética

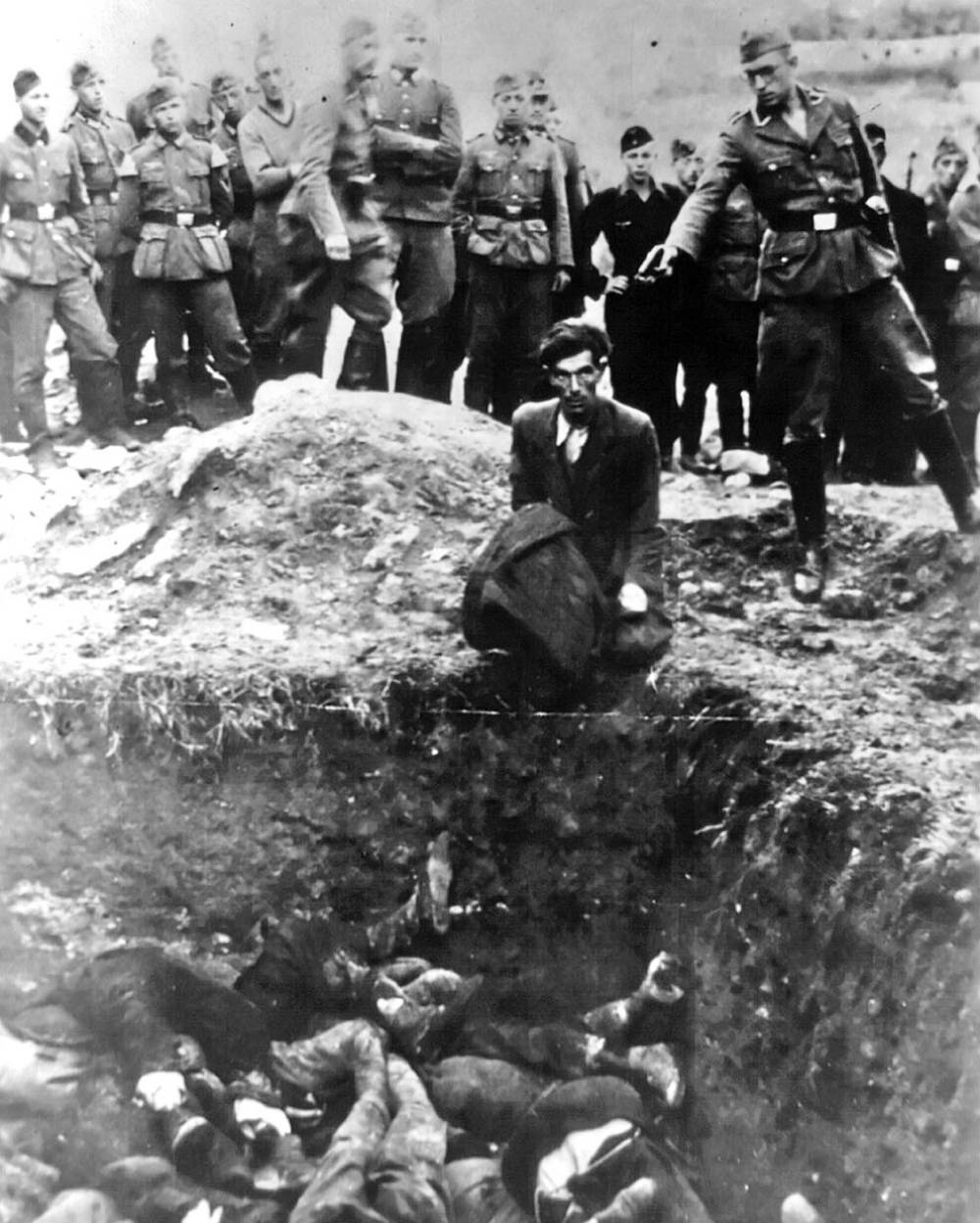
Un prisionero judío a punto de ser ejecutado por un miembro del Einsatzgruppe D, cerca de la aldea ucraniana de Vínnitsa, en 1941.

Después de la invasión de la Unión Soviética el 22 de junio de 1941, la tarea principal del Einsatzgruppen fue matar civiles, como en Polonia, pero esta vez sus objetivos incluían específicamente comisarios del Partido Comunista Soviético y judíos. En una carta fechada el 2 de julio de 1941, Heydrich comunicó a sus jefes de las SS y de la policía que los Einsatzgruppen iban a ejecutar a todos los funcionarios de la Comintern de alto y medio rango; todos los miembros de rango superior y medio de los comités central, provincial y de distrito del Partido Comunista; miembros del partido comunista extremista y radical; comisarios del pueblo; y judíos en puestos de partido y gobierno. Se dieron instrucciones abiertas para ejecutar "otros elementos radicales (saboteadores, propagandistas, francotiradores, asesinos, agitadores, etc.)". Dio instrucciones de que cualquier pogromo iniciado espontáneamente por la población de los territorios ocupados debía ser alentado en silencio.
El 8 de julio, Heydrich anunció que todos los judíos debían ser considerados partisanos y ordenó que se fusilara a todos los varones judíos entre las edades de 15 y 45 años. El 17 de julio, Heydrich ordenó que los Einsatzgruppen mataran a todos los prisioneros de guerra judíos del Ejército Rojo, más todos los prisioneros de guerra del Ejército Rojo de Georgia y Asia Central, ya que ellos también podrían ser judíos. A diferencia de Alemania, donde las Leyes de Núremberg de 1935 definieron como judío a cualquiera con al menos tres abuelos judíos, el Einsatzgruppen definió como judío a cualquiera con al menos un abuelo judío; en cualquier caso, si la persona practicaba o no la religión era irrelevante. La unidad también fue asignada para exterminar a los romaníes y los enfermos mentales. Era una práctica común para los Einsatzgruppen disparar a los rehenes.
Cuando comenzó la invasión, los alemanes persiguieron al Ejército Rojo que huía, dejando un vacío de seguridad. Surgieron informes de actividad guerrillera soviética en el área, con judíos locales inmediatamente sospechosos de colaboración. Heydrich ordenó a sus oficiales que incitaran a los pogromos antijudíos en los territorios recién ocupados. Pogromos, algunos de los cuales fueron orquestados por los Einsatzgruppen, estallaron en Letonia, Lituania y Ucrania. En las primeras semanas de la Operación Barbarroja, 40 pogromos provocaron la muerte de 10 000 judíos, y para fines de 1941 se habían producido unos 60 pogromos, que causaron la muerte de hasta 24 000 víctimas. Sin embargo, el SS-Brigadeführer Franz Walter Stahlecker, comandante del Einsatzgruppe A, informó a sus superiores a mediados de octubre que los residentes de Kaunas no estaban iniciando espontáneamente pogromos, y se requirió la asistencia secreta de los alemanes. Einsatzgruppe B notó una reticencia similar en Rusia y Bielorrusia y Einsatzgruppe C en Ucrania; cuanto más al este viajaba el Einsatzgruppen, menos probable era que los residentes fueran obligados a matar a sus vecinos judíos.

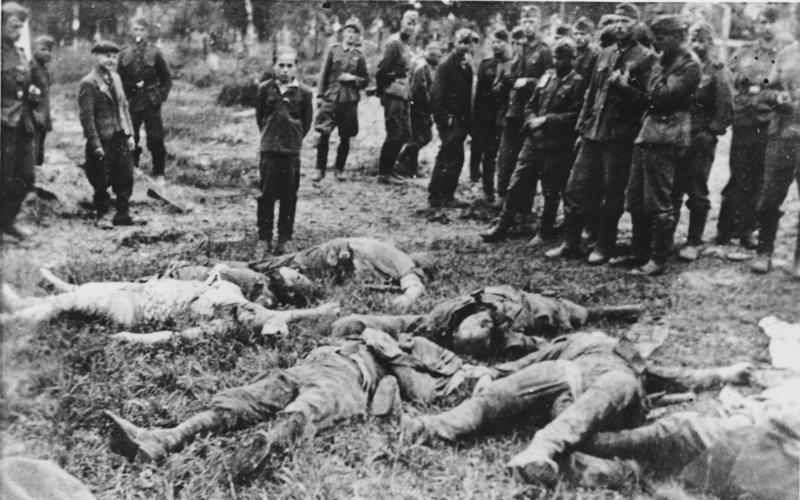
Un niño se encuentra junto a su familia asesinada poco antes de su propia muerte por las SS. Zboriv, Ucrania, 5 de julio de 1941.

Los cuatro principales Einsatzgruppen participaron en tiroteos masivos desde los primeros días de la guerra. Inicialmente, los objetivos eran hombres judíos adultos, pero en agosto la red se había ampliado para incluir a mujeres, niños y ancianos, toda la población judía. Inicialmente, hubo una apariencia de legalidad dada a los disparos, con cargos falsos que se leyeron (incendio provocado, sabotaje, mercado negro o negativa a trabajar, por ejemplo) y víctimas asesinadas por un pelotón de fusilamiento. Como este método resultó demasiado lento, los Einsatzkommandos comenzaron a sacar a sus víctimas en grupos más grandes y les dispararon junto a, o incluso adentro, de fosas comunes que habían sido preparadas. Algunos Einsatzkommandos comenzaron a usar armas automáticas y los sobrevivientes fueron asesinados con un disparo de pistola.
Cuando se corrió la voz de las masacres, muchos judíos huyeron; en Ucrania, entre el 70 y el 90 por ciento de los judíos huyeron. El líder del Einsatzkommando VI lo consideró beneficioso, ya que ahorraría al régimen los costos de deportar a las víctimas más al este de los Urales. En otras áreas, la invasión tuvo tanto éxito que el Einsatzgruppen no tuvo fuerzas suficientes para matar de inmediato a todos los judíos en los territorios conquistados. Un informe de situación de Einsatzgruppe C en septiembre de 1941 señaló que no todos los judíos eran miembros del aparato bolchevique, y sugirió que la eliminación total de la judería tendría un impacto negativo en la economía y el suministro de alimentos. Los nazis comenzaron a rodear a sus víctimas en campos de concentración y los guetos y los distritos rurales fueron en su mayoría Judenfrei (libres de judíos). Se establecieron consejos judíos en las principales ciudades y se establecieron pandillas de trabajo forzado para hacer uso de los judíos como mano de obra esclava hasta que fueran totalmente eliminados, un objetivo que se pospuso hasta 1942.
Los Einsatzgruppen usaron ahorcamientos públicos como táctica de terror contra la población local. Un informe del Einsatzgruppe B, fechado el 9 de octubre de 1941, describió uno de estos ahorcamientos. Debido a la sospecha de actividad partidista cerca de Demidov, todos los residentes varones de entre 15 y 55 años fueron puestos en un campo para ser examinados. La proyección produjo a diecisiete personas que fueron identificadas como "partidarios" y "comunistas". Cinco miembros del grupo fueron ahorcados mientras 400 residentes locales se reunieron para observar; el resto fueron fusilados.

### Babi Yar
El mayor tiroteo masivo perpetrado por el Einsatzgruppen tuvo lugar los días 29 y 30 de septiembre de 1941 en Babi Yar, un barranco al noroeste de Kiev, que había caído ante los alemanes el 19 de septiembre. Los autores incluyeron una compañía de Waffen-SS adscrita a Einsatzgruppe C bajo Rasch, miembros de Sonderkommando 4a bajo el SS-Obergruppenführer Friedrich Jeckeln, y algunos policías auxiliares ucranianos. A los judíos de Kiev se les dijo que se presentaran en cierta esquina el 29 de septiembre; cualquiera que desobedeciera sería fusilado. Como las noticias de masacres en otras áreas aún no habían llegado a Kiev y el punto de reunión estaba cerca de la estación de tren, asumieron que estaban siendo deportados. La gente se presentó en el punto de encuentro en gran número, cargada de posesiones y comida para el viaje.
Después de marchar dos millas al noroeste del centro de la ciudad, las víctimas encontraron una barrera de alambre de púas y numerosos policías ucranianos y tropas alemanas. A treinta o cuarenta personas a la vez se les dijo que abandonaran sus posesiones y fueron escoltados a través de un estrecho pasillo bordeado de soldados que blandían palos. Cualquiera que intentara escapar era golpeado. Pronto las víctimas llegaron a un área abierta, donde fueron forzadas a desnudarse, y luego fueron conducidas al barranco. Las personas fueron obligadas a acostarse en hileras sobre los cuerpos de otras víctimas, y los miembros de los escuadrones de ejecución les dispararon en la nuca.
Los asesinatos continuaron durante dos días, reclamando un total de 33 771 víctimas. La arena fue empujada y arrasada sobre los cuerpos y los lados del barranco fueron dinamitados para derribar más material. Anton Heidborn, miembro de Sonderkommando 4a, testificó más tarde que tres días después todavía había personas vivas entre los cadáveres. Heidborn pasó los siguientes días ayudando a suavizar los "millones" de billetes tomados de las posesiones de las víctimas. La ropa fue quitada, destinada a ser reutilizada por ciudadanos alemanes. Las tropas de Jeckeln dispararon a más de 100 000 judíos a fines de octubre.

## Asesinatos en los estados Bálticos
El Einsatzgruppe A operaba en los estados Bálticos anteriormente ocupados por los soviéticos de Estonia, Letonia y Lituania. Según sus propios informes a Himmler, el Einsatzgruppe A mató a casi 140 000 personas en los cinco meses posteriores a la invasión: 136 421 judíos, 1 064 comunistas, 653 personas con enfermedades mentales, 56 partisanos, 44 polacos, cinco romaníes y un armenio fueron asesinados entre el 22 de junio y el 25 de noviembre de 1941.
Al entrar en Kaunas, Lituania, el 25 de junio de 1941, el Einsatzgruppe liberó a los delincuentes de la cárcel local y los alentó a unirse al pogromo que estaba en marcha. Entre el 23 y el 27 de junio de 1941, 4 000 judíos fueron asesinados en las calles de Kaunas y en fosos abiertos y zanjas cercanas. Particularmente activo en el pogromo de Kaunas fue el llamado «Distribuidor de la muerte de Kaunas», un joven que asesinó a judíos con una palanca en el garaje Lietukis ante una gran multitud que aplaudió cada asesinato con muchos aplausos; ocasionalmente hizo una pausa para tocar el himno nacional lituano «Tautiška giesmė» en su acordeón antes de reanudar los asesinatos.
A medida que el Einsatzgruppe A avanzó hacia Lituania, reclutó activamente a nacionalistas locales y grupos antisemitas. En julio de 1941, miembros del movimiento Baltaraisciai se unieron a las masacres. Un pogromo en Riga a principios de julio mató a 400 judíos. El nacionalista letón Viktors Arājs y sus partidarios emprendieron una campaña de incendios provocados contra las sinagogas. El 2 de julio, el comandante del Einsatzgruppe A, Stahlecker, nombró a Arājs para dirigir el Arajs Kommando, un Sonderkommando de unos 300 hombres, en su mayoría estudiantes universitarios. Juntos, el Einsatzgruppe A y Arājs Kommando mataron a 2 300 judíos en Riga del 6 al 7 de julio. En seis meses, Arājs y sus hombres matarían a aproximadamente la mitad de la población judía de Letonia.

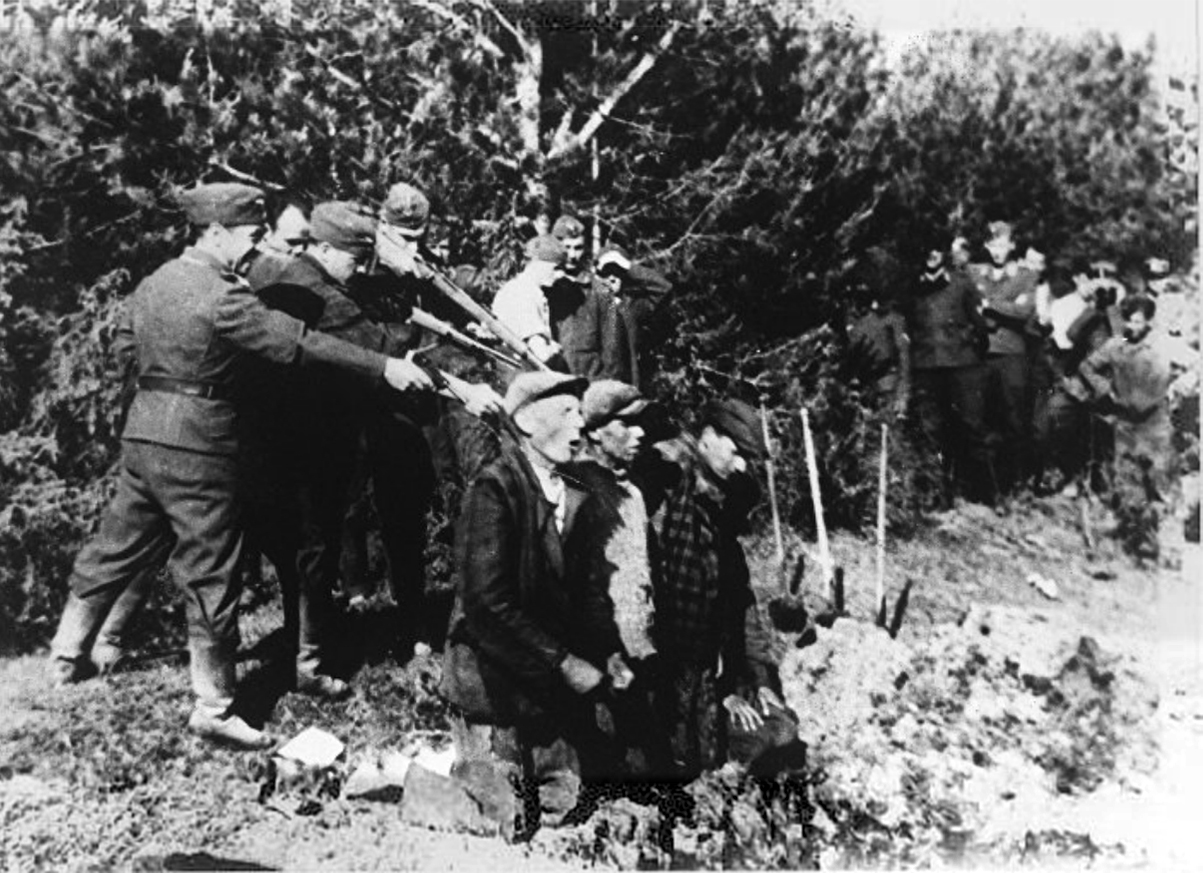
Colaboradores lituanos del Einsatzkommando ejecutan a sus compatriotas judíos en Kovno, 1942.

Los funcionarios locales, los Selbstschutz y la Hilfspolizei (policía auxiliar) desempeñaron un papel clave en el arresto y la masacre de lituanos, letones y estonios judíos. Estos grupos ayudaron a los Einsatzgruppen y otras unidades asesinas a identificar rápidamente a los judíos. El Hilfspolizei, formado por policías auxiliares organizados por los alemanes y reclutados por ex oficiales del ejército y policías letones, ex-Aizsargi, miembros de los Pērkonkrusts y estudiantes universitarios, ayudó en el asesinato de los ciudadanos judíos de Letonia. Se crearon unidades similares en otros lugares, y proporcionaron gran parte de la mano de obra para el Holocausto en Europa del Este.
Con la creación de unidades como Arājs Kommando y Rollkommando Hamann en Lituania, los ataques cambiaron de la violencia espontánea de la mafia de los pogromos a masacres más sistemáticas. Con amplia ayuda local, el Einsatzgruppe A fue el primer Einsatzgruppe que intentó exterminar sistemáticamente a todos los judíos en su área. El historiador letón Modris Eksteins escribió:

De los aproximadamente 83 000 judíos que cayeron en manos alemanas en Letonia, no sobrevivieron más de 900; y de los más de 20 000 judíos occidentales enviados a Letonia, solo unos 800 sobrevivieron a la deportación hasta la liberación. Este fue el porcentaje más alto de erradicación en toda Europa.

A finales de 1941, los Einsatzkommandos se establecieron en la sede de Kovno, Riga y Tallin. El Einsatzgruppe A se hizo menos móvil y se enfrentó a problemas debido a su pequeño tamaño. Los alemanes confiaron cada vez más en los Arājs Kommando y grupos similares para realizar masacres de judíos.
Tal colaboración extensa y entusiasta con los Einsatzgruppen se ha atribuido a varios factores. Desde la Revolución Rusa de 1905, las Kresy Wschodnie y otras tierras fronterizas habían experimentado una cultura política de violencia. El período de dominio soviético había sido profundamente traumático para los residentes de los estados bálticos y las áreas que habían sido parte de Polonia hasta 1939; la población fue brutalizada y aterrorizada por el gobierno soviético impuesto, y las estructuras familiares existentes de la sociedad fueron destruidas.
El historiador Erich Haberer señala que muchos sobrevivieron y dieron sentido a la «atomización totalitaria» de la sociedad al buscar la conformidad con el comunismo. Como resultado, en el momento de la invasión alemana en 1941, muchos habían llegado a ver la conformidad con un régimen totalitario como un comportamiento socialmente aceptable; así, la gente simplemente transfirió su lealtad al régimen alemán cuando llegó. Algunos de los que habían colaborado con el régimen soviético buscaron desviar la atención de sí mismos al nombrar judíos como colaboradores y matarlos.

### Rumbula
En noviembre de 1941, Himmler no estaba satisfecho con el ritmo de los exterminios en Letonia, ya que tenía la intención de trasladar a los judíos de Alemania a la zona. Asignó al SS-Obergruppenführer Jeckeln, uno de los autores de la masacre de Babi Yar, para liquidar el gueto de Riga. Jeckeln seleccionó un sitio a unos 10 kilómetros al sudeste de Riga, cerca de la estación de tren de Rumbula, e hizo que 300 prisioneros de guerra rusos prepararan el sitio cavando pozos para enterrar a las víctimas. Jeckeln organizó alrededor de 1 700 hombres, incluidos 300 miembros del Arajs Kommando, 50 hombres alemanes del SD y 50 guardias letones, la mayoría de los cuales ya habían participado en asesinatos en masa de civiles. Estas tropas fueron complementadas por letones, incluidos miembros de la policía de la ciudad de Riga, la policía del batallón y los guardias del gueto. Alrededor de 1 500 judíos aptos se verían libres de ejecución para poder explotar su trabajo esclavo; mil hombres fueron reubicados en un área cercada dentro del gueto y 500 mujeres fueron alojadas temporalmente en una prisión y luego se trasladaron a un gueto cercano, donde fueron puestas a trabajar para remendar uniformes.
Aunque Rumbula estaba en la línea de ferrocarril, Jeckeln decidió que las víctimas deberían viajar a pie desde Riga hasta el terreno de ejecución. Se organizaron camiones y autobuses para transportar a niños y ancianos. A las víctimas se les dijo que estaban siendo reubicadas y se les aconsejó que trajeran hasta 20 kilogramos de posesiones. El primer día de ejecuciones, el 30 de noviembre de 1941, comenzó con los perpetradores levantando y reuniendo a las víctimas a las 16:00. Las víctimas fueron trasladadas en columnas de mil personas hacia el terreno de ejecución. Mientras caminaban, algunos hombres de las SS subían y bajaban la línea, disparando a personas que no podían mantener el ritmo o que intentaban escapar o descansar.
Cuando las columnas se acercaron al sitio de ejecución preparado, las víctimas fueron conducidas a unos 270 metros del camino hacia el bosque, donde se incautaron las pertenencias que aún no habían sido abandonadas. Aquí las víctimas fueron divididas en grupos de cincuenta y llevadas más adentro del bosque, cerca de los pozos, donde se les ordenó desnudarse. Los miembros de la guardia personal de Jeckeln condujeron a las víctimas a las trincheras preparadas, las obligaron a acostarse y les dispararon en la cabeza o la nuca. Alrededor de 13 000 judíos de Riga fueron asesinados en los pozos ese día, junto con mil judíos de Berlín que acababan de llegar en tren. El segundo día de la operación, el 8 de diciembre de 1941, los 10 000 judíos restantes de Riga fueron asesinados de la misma manera. Alrededor de mil personas fueron asesinadas en las calles de la ciudad o en el camino al sitio, con lo que el total de muertes por el exterminio de dos días fue de 25 000 personas. Por su parte en la organización de la masacre, Jeckeln fue ascendido a Líder de la Sección Superior de las SS, Ostland.

## Segundo barrido
Los Einsatzgruppen B, C y D no siguieron de inmediato el ejemplo del Einsatzgruppe A al matar sistemáticamente a todos los judíos en sus áreas. Los comandantes de los Einsatzgruppen, con la excepción de Stahlecker del Einsatzgruppe A, opinaron en el otoño de 1941 que era imposible matar a toda la población judía de la Unión Soviética de una sola vez, y pensaron que los asesinatos deberían detenerse. Un informe de los Einsatzgruppen con fecha del 17 de septiembre informaba que los alemanes estarían mejor usando a cualquier judío habilidoso como trabajador en lugar de dispararles. Además, en algunas áreas el mal tiempo y la falta de transporte llevaron a una desaceleración en las deportaciones de judíos desde puntos más al oeste. Por lo tanto, transcurrió un intervalo entre la primera ronda de masacres de los Einsatzgruppen en verano y otoño, y lo que el historiador estadounidense Raul Hilberg llamó el segundo barrido, que comenzó en diciembre de 1941 y duró hasta el verano de 1942. Durante el intervalo, los judíos supervivientes fueron forzados en guetos.
El Einsatzgruppe A ya había asesinado a casi todos los judíos en su área, por lo que trasladó sus operaciones a Bielorrusia para ayudar al Einsatzgruppe B. En Dnepropetrovsk en febrero de 1942, el Einsatzgruppe D redujo la población judía de la ciudad de 30 000 a 702 en el transcurso de cuatro días. La Policía de la Orden alemana y los colaboradores locales proporcionaron la mano de obra adicional necesaria para realizar todos los disparos. Haberer escribió que, como en los estados bálticos, los alemanes no podrían haber matado a tantos judíos tan rápido sin la ayuda local. Señala que la proporción de la Policía de Orden a los auxiliares fue de 1 a 10 en Ucrania y Bielorrusia. En las zonas rurales, la proporción era de 1 a 20. Esto significaba que la mayoría de los judíos ucranianos y bielorrusos fueron asesinados por otros ucranianos y bielorrusos comandados por oficiales alemanes en lugar de alemanes.
La segunda ola de exterminios en la Unión Soviética se encontró con resistencia armada en algunas áreas, aunque la posibilidad de éxito era escasa. Las armas eran típicamente primitivas o caseras. Las comunicaciones eran imposibles entre guetos en varias ciudades, por lo que no había forma de crear una estrategia unificada. Pocos en el liderazgo del gueto apoyaron la resistencia por temor a represalias contra los residentes del gueto. A veces se intentaron escapes masivos, aunque la supervivencia en el bosque era casi imposible debido a la falta de alimentos y al hecho de que los fugitivos a menudo fueron rastreados y asesinados.

## Transición al gas

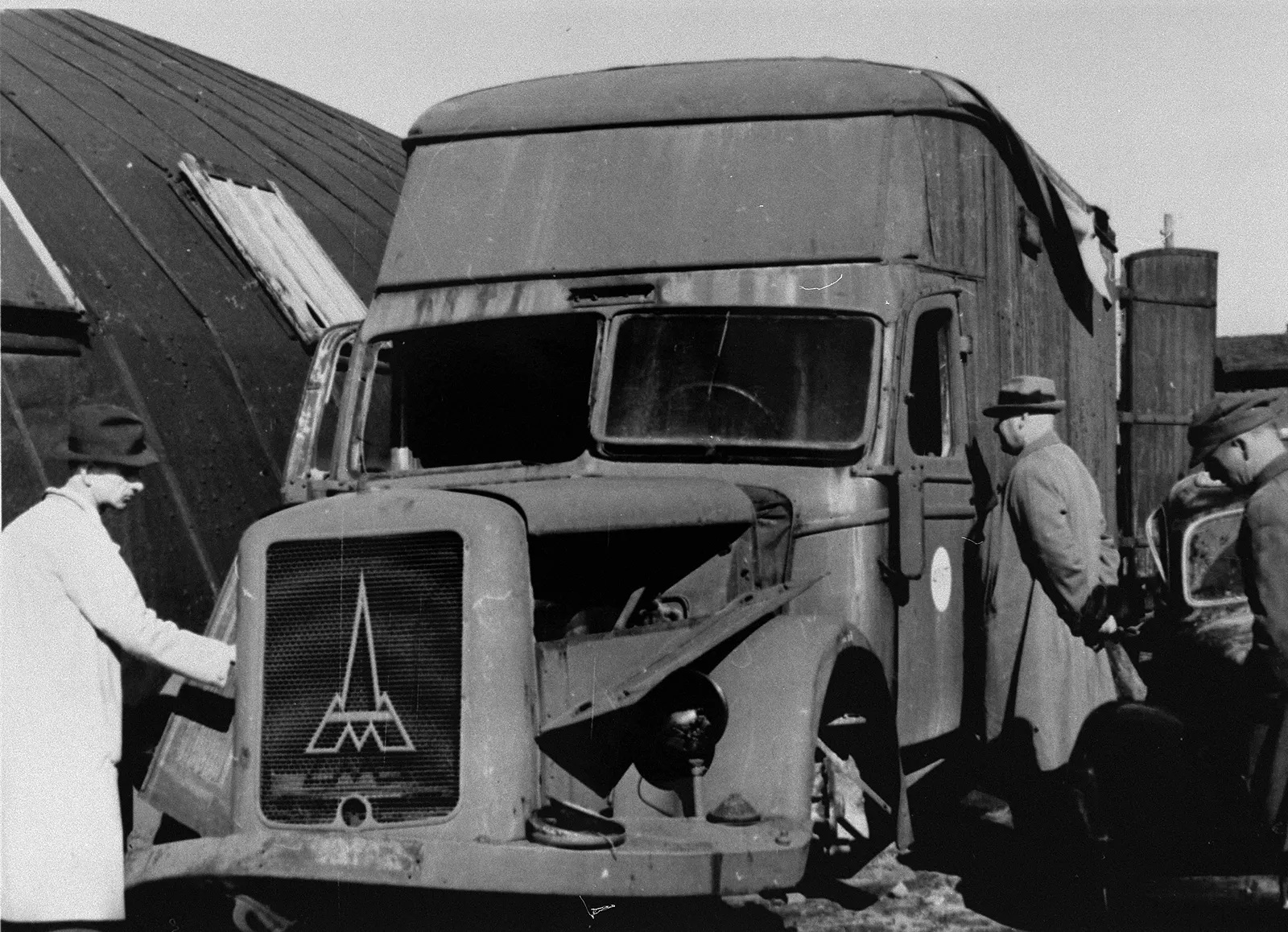
Una furgoneta Magirus-Deutz encontrada cerca del campo de exterminio de Chełmno, el mismo tipo usadas por las furgonetas de gas nazis.

Después de un tiempo, Himmler descubrió que los métodos de asesinato utilizados por los Einsatzgruppen eran ineficientes: eran costosos, desmoralizantes para las tropas y, a veces, no mataban a las víctimas lo suficientemente rápido. Muchas de las tropas encontraron que las masacres eran difíciles, si no imposibles de realizar. Algunos de los autores sufrieron problemas de salud física y mental, y muchos recurrieron a la bebida. En la medida de lo posible, los líderes de los Einsatzgruppen militarizaron el genocidio. El historiador Christian Ingrao señala que se hizo un intento de convertir los tiroteos en un acto colectivo sin responsabilidad individual. Enmarcar los disparos de esta manera no era psicológicamente suficiente para que cada perpetrador se sintiera absuelto de culpa. Browning señala tres categorías de posibles perpetradores: aquellos que estaban ansiosos por participar desde el principio, aquellos que participaron a pesar de las dudas morales porque se les ordenó hacerlo y una minoría significativa que se negó a participar. Algunos hombres espontáneamente se volvieron excesivamente brutales en sus métodos de asesinato y su celo por la tarea. El comandante del Einsatzgruppe D, SS-Gruppenführer Otto Ohlendorf, señaló especialmente esta propensión al exceso y ordenó que cualquier hombre que estuviera demasiado ansioso por participar o demasiado brutal no realizara más ejecuciones.
Durante una visita a Minsk en agosto de 1941, Himmler presenció una ejecución masiva de los Einsatzgruppen de primera mano y concluyó que disparar a los judíos era demasiado estresante para sus hombres. En noviembre, hizo arreglos para que cualquier hombre de las SS que padeciera problemas de salud hubiera participado en ejecuciones para recibir descanso y atención de salud mental. También decidió que se debería hacer una transición para gasificar a las víctimas, especialmente a las mujeres y los niños, y ordenó el reclutamiento de auxiliares nativos prescindibles que podrían ayudar con los asesinatos. Las camionetas de gas, que se habían utilizado previamente para matar pacientes mentales, comenzaron a recibir servicio de los cuatro Einsatzgruppen principales desde 1942. Sin embargo, las camionetas de gas no eran populares entre los Einsatzkommandos, porque sacar los cadáveres de la camioneta y enterrarlos era un horrible experiencia. A menudo se asignaban prisioneros o auxiliares para realizar esta tarea a fin de evitar el trauma a los hombres de las SS. Algunos de los primeros asesinatos en masa en campos de exterminio utilizaron gases de monóxido de carbono producidos por motores diésel, similar al método utilizado en camionetas de gas, pero ya en septiembre de 1941 se iniciaron experimentos en Auschwitz con Zyklon B, un gas pesticida a base de cianuro.
Los planes para la erradicación total de la población judía de Europa (once millones de personas) se formalizaron en la Conferencia de Wannsee, celebrada el 20 de enero de 1942. Algunos trabajarían hasta la muerte y el resto serían asesinados en la implementación de la Solución Final de La cuestión judía (en alemán: Die Endlösung der Judenfrage). Los centros de exterminio permanentes en Auschwitz, Belzec, Sobibor, Treblinka y otros campos de exterminio nazis reemplazaron a los escuadrones de la muerte móviles como el método principal de asesinato en masa. Los Einsatzgruppen permanecieron activos y se pusieron a trabajar luchando contra los partisanos, particularmente en Bielorrusia.
Después de la caída de Stalingrado en febrero de 1943, Himmler se dio cuenta de que Alemania probablemente perdería la guerra y ordenó la formación de una fuerza especial de trabajo, Sonderkommando 1005, bajo el mando del SS-Standartenführer Paul Blobel. La misión de la unidad era visitar fosas comunes a lo largo del Frente Oriental para exhumar cuerpos y quemarlos en un intento de encubrir el genocidio. La tarea quedó sin terminar al final de la guerra, y muchas fosas comunes permanecen sin marcar y sin excavar.
Para 1944, el Ejército Rojo había comenzado a expulsar a las fuerzas alemanas de Europa del Este y el Einsatzgruppen se retiró junto a la Wehrmacht. A fines de 1944, la mayoría del personal del Einsatzgruppen había sido incorporado a las unidades de combate de las Waffen-SS o transferido a campos de exterminio permanentes. Hilberg estima que entre 1941 y 1945 los Einsatzgruppen y las agencias relacionadas mataron a más de dos millones de personas, incluidos 1,3 millones de judíos. El número total de judíos asesinados durante la guerra se estima en 5,5 a seis millones de personas.

## Planes en Oriente Medio y Gran Bretaña
Según una investigación realizada por los historiadores alemanes Klaus-Michael Mallmann y Martin Cüppers, se creó un Einsatzgruppe en 1942 para matar al medio millón de judíos que vivían en el Mandato británico de Palestina y a los 50 000 judíos de Egipto. El Einsatzgruppe Ägypten, parado en Atenas, estaba preparado para ir a Palestina una vez que las fuerzas alemanas llegaran allí. El SS-Obersturmbannführer Walter Rauff lideraría la unidad. Dado su pequeño personal de solo 24 hombres, el Einsatzgruppe Ägypten habría necesitado la ayuda de los residentes locales y del Afrika Korps para completar su tarea. Sus miembros planearon reclutar colaboradores de la población local para realizar los asesinatos bajo el liderazgo alemán. El ex primer ministro iraquí Rashid Ali al-Gaylani y el Gran Muftí de Jerusalén Haj Amin al-Husseini desempeñaron roles, participando en propaganda de radio antisemita, preparándose para reclutar voluntarios y levantando un batallón árabe-alemán que también seguiría al Einsatzgruppe Ägypten a Oriente Medio. El 20 de julio de 1942, Walther Rauff, responsable de la unidad, fue enviado a Tobruk para informar al mariscal de campo Erwin Rommel, comandante del Afrika Korps. Sin embargo, dado que Rommel estaba a 500 km de distancia en la Primera Batalla de El Alamein, es poco probable que los dos puedan encontrarse. Los planes para el Einsatzgruppe Ägypten se dejaron de lado después de la victoria aliada en la Segunda Batalla de El Alamein. El historiador Jean-Christophe Caron opina que no hay evidencia de que Rommel supiera o hubiera apoyado la misión de Rauff.
Si se hubiera lanzado la Operación León Marino, el plan alemán para una invasión del Reino Unido, seis Einsatzgruppen estaban programados para seguir a la fuerza de invasión a Gran Bretaña. Se les proporcionó una lista llamada die Sonderfahndungsliste, G.B. ("Lista de búsqueda especial, G.B"), conocido como el Libro negro después de la guerra, de 2 300 personas que serán encarceladas de inmediato por la Gestapo. La lista incluía a Churchill, miembros del gabinete, destacados periodistas y autores, y miembros del gobierno checoslovaco en el exilio.

## El Informe Jäger

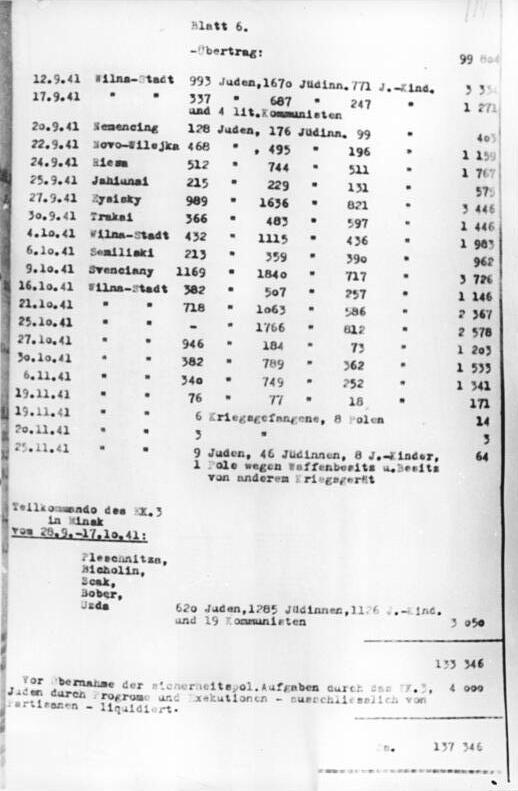
Sexta página del Informe Jäger en la que muestra los asesinatos (137 346) del Einsatzkommando III en los cinco meses que cubre el informe.

Los Einsatzgruppen mantuvo registros oficiales de muchas de sus masacres y proporcionó informes detallados a sus superiores. El Informe Jäger, presentado por el Comandante SS-Standartenführer Karl Jäger el 1 de diciembre de 1941 a su superior, Stahlecker (jefe del Einsatzgruppe A), cubre las actividades de Einsatzkommando III en Lituania durante el período de cinco meses del 2 de julio de 1941 al 25 de noviembre de 1941.
El informe Jäger proporciona un total casi diario de las liquidaciones de 137 346 personas, la gran mayoría de ellas judías. El informe documenta la fecha y el lugar exactos de las masacres, el número de víctimas y su desglose en categorías (judíos, comunistas o delincuentes, entre otros). Las mujeres recibieron disparos desde el principio, pero inicialmente en menor número que los hombres. Los niños se incluyeron por primera vez en el recuento a partir de mediados de agosto, cuando 3 207 personas fueron asesinadas en Rokiškis del 15 al 16 de agosto de 1941. En su mayor parte, el informe no da ninguna justificación militar para los asesinatos; las personas fueron asesinadas únicamente porque eran judíos. En total, el informe enumera más de 100 ejecuciones en 71 ubicaciones diferentes. Jäger escribió: "Puedo afirmar hoy que el objetivo de resolver el problema judío en Lituania ha sido alcanzado por Einsatzkommando III. No hay más judíos en Lituania, aparte de los judíos trabajadores y sus familias". En una adición al informe de febrero de 1942, Jäger aumentó el número total de víctimas a 138 272, dando un desglose de 48 252 hombres, 55 556 mujeres y 34 464 niños. Solo 1 851 de las víctimas no eran judías.
Jäger escapó de la captura de los aliados cuando terminó la guerra. Vivió en Heidelberg bajo su propio nombre hasta que se descubrió su informe en marzo de 1959. Arrestado y acusado, Jäger se suicidó el 22 de junio de 1959 en una prisión de Hohenasperg mientras esperaba el juicio por sus crímenes.

## Participación de la Wehrmacht
Los asesinatos tuvieron lugar con el conocimiento y el apoyo del ejército alemán en el este. Según lo ordenado por Hitler, la Wehrmacht cooperó con los Einsatzgruppen, proporcionando apoyo logístico para sus operaciones, y participó en los asesinatos en masa. El 10 de octubre de 1941, el mariscal de campo Walther von Reichenau redactó una orden para ser leída al 6.º Ejército alemán en el Frente Oriental. Ahora conocida como la «Orden de gravedad», se lee en parte:

El objetivo más importante de esta campaña contra el sistema judío-bolchevique es la destrucción completa de sus fuentes de poder y el exterminio de la influencia asiática en la civilización europea ... En este teatro oriental, el soldado no es solo un hombre que lucha de acuerdo con las reglas del arte de la guerra, sino también el despiadado abanderado de una concepción nacional ... Por esta razón, el soldado debe aprender a apreciar plenamente la necesidad de la retribución severa pero justa que debe imponerse a las especies subhumanas de Judería.

El mariscal de campo Gerd von Rundstedt del Grupo de Ejércitos Sur expresó su "acuerdo completo" con la orden. Envió una circular a los generales bajo su mando instándolos a lanzar sus propias versiones e impresionar a sus tropas con la necesidad de exterminar a los judíos. El general Erich von Manstein, en una orden a sus tropas el 20 de noviembre, declaró que "el sistema judío-bolchevique debe ser exterminado de una vez por todas". Manstein envió una carta al oficial al mando del Einsatzgruppe D, Ohlendorf, quejándose de que era injusto que las SS se quedaran con todos los relojes de pulsera de los judíos asesinados en lugar de compartirlos con el ejército.
Más allá de esta queja trivial, el Ejército y los Einsatzgruppen trabajaron estrecha y efectivamente. El 6 de julio de 1941, el Einsatzkommando 4b del Einsatzgruppe C informó que "las fuerzas armadas sorprendentemente acogen la hostilidad contra los judíos". Los oficiales de la Wehrmacht plantearon pocas quejas sobre los asesinatos. El 8 de septiembre, el Einsatzgruppe D informó que las relaciones con el ejército alemán eran "excelentes". En el mismo mes, Stahlecker del Einsatzgruppe A escribió que el Grupo de Ejércitos Norte había sido ejemplar en la cooperación con los exterminios y que las relaciones con el 4.º Ejército Panzer, comandado por el general Erich Hoepner, eran "muy cercanas, casi cordiales". En el sur, el ejército rumano trabajó en estrecha colaboración con el Einsatzgruppe D para masacrar judíos ucranianos, matando a unos 26 000 judíos en la masacre de Odesa. El historiador alemán Peter Longerich cree probable que la Wehrmacht, junto con la Organización de Nacionalistas Ucranianos (OUN), incitara a los pogromos de Lviv, durante los cuales la población local y el Einsatzgruppe C mataron de 8 500 a 9 000 judíos en julio de 1941. Además, la mayoría de las personas en el frente doméstico en Alemania tenían alguna idea de las masacres cometidas por los Einsatzgruppen. El historiador británico Hugh Trevor-Roper señaló que aunque Himmler había prohibido las fotografías de los asesinatos, era común tanto para los hombres del Einsatzgruppen como para los espectadores tomar fotografías para enviar a sus seres queridos, lo que, según él, sugería la aprobación generalizada de las masacres.
Los oficiales en el campo estaban al tanto de las operaciones de asesinato llevadas a cabo por los Einsatzgruppen. La Wehrmacht trató de justificar su considerable participación en las masacres de los Einsatzgruppen como operaciones antipartidistas en lugar de ataques racistas, pero Hillgruber escribió que esto era solo una excusa. Afirma que los generales alemanes que afirmaron que los Einsatzgruppen eran una respuesta antipartidista necesaria estaban mintiendo, y sostuvieron que la matanza de unos 2,2 millones de civiles indefensos por razones de ideología racista no puede justificarse.

## Proceso de losEinsatzgruppen
Después del final de la Segunda Guerra Mundial, 24 líderes de alto rango del Einsatzgruppen fueron procesados en el juicio de los Einsatzgruppen en 1947-1948, parte de los posteriores juicios de Núremberg celebrados bajo la autoridad militar de los Estados Unidos. Los hombres fueron acusados de crímenes contra la humanidad, crímenes de guerra y membresía de las SS (que había sido declarada organización criminal). Catorce sentencias de muerte y dos penas de cadena perpetua estuvieron entre los juicios; solo se llevaron a cabo cuatro ejecuciones, el 7 de junio de 1951; el resto se redujo a oraciones menores. Cuatro líderes adicionales del Einsatzgruppe fueron luego juzgados y ejecutados por otras naciones.

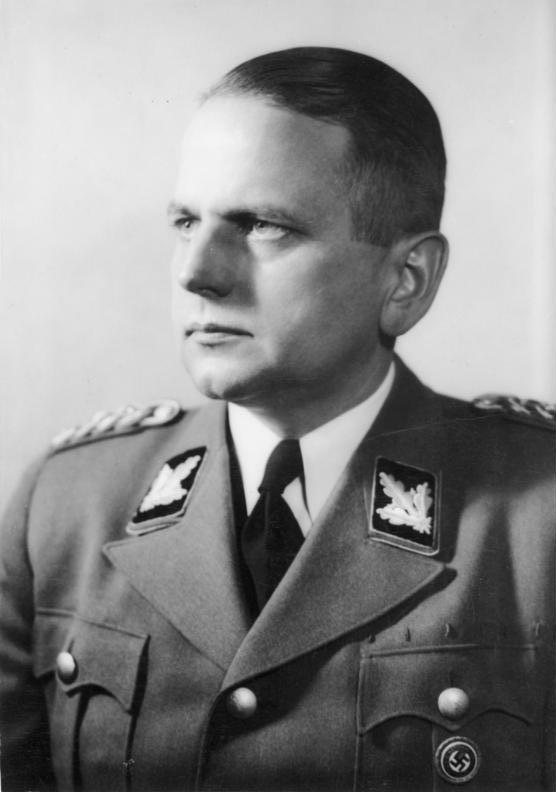
Otto Ohlendorf, 1943

Varios líderes de los Einsatzgruppen, incluido Ohlendorf, afirmaron en el juicio haber recibido una orden antes de la Operación Barbarroja que les exigía asesinar a todos los judíos soviéticos. Hasta la fecha no se han encontrado pruebas de que alguna vez se haya emitido dicha orden. El fiscal alemán Alfred Streim señaló que si se hubiera dado esa orden, los tribunales de posguerra solo habrían podido condenar a los líderes de los Einsatzgruppen como cómplices de asesinatos en masa. Sin embargo, si se pudiera establecer que los Einsatzgruppen habían cometido asesinatos en masa sin órdenes, entonces podrían haber sido condenados como autores de asesinatos en masa y, por lo tanto, podrían haber recibido sentencias más severas, incluida la pena capital.
Streim postuló que la existencia de una orden integral temprana fue una fabricación creada para su uso en la defensa de Ohlendorf. Esta teoría ahora es ampliamente aceptada por los historiadores. Longerich señala que la mayoría de las órdenes recibidas por los líderes de los Einsatzgruppen, especialmente cuando se les ordenaba llevar a cabo actividades criminales, eran vagas y tenían una terminología que tenía un significado específico para los miembros del régimen. Los líderes recibieron informes sobre la necesidad de ser "severos" y "firmes"; todos los judíos debían ser vistos como enemigos potenciales que tenían que ser tratados sin piedad. El historiador británico sir Ian Kershaw argumenta que los comentarios apocalípticos de Hitler antes de Barbarroja sobre la necesidad de una guerra sin piedad para "aniquilar" las fuerzas del "judeo-bolchevismo" fueron interpretados por los comandantes de los Einsatzgruppen como permiso y aliento para participar en la violencia antisemita extrema, con cada comandante de los Einsatzgruppen usando su propia discreción sobre qué tan lejos estaba preparado para llegar.
La mayoría de los perpetradores de crímenes de guerra nazis nunca fueron acusados y regresaron a la vida civil sin ser señalados. La Fiscalía Central de Alemania Occidental de criminales de guerra nazis solo acusó a unos cien exmiembros del Einsatzgruppe de crímenes de guerra. Y a medida que pasaba el tiempo, se hizo más difícil obtener procesamientos; los testigos se hicieron mayores y tenían menos probabilidades de poder ofrecer un valioso testimonio. La financiación para los juicios fue inadecuada, y los gobiernos de Austria y Alemania se interesaron menos en obtener condenas por eventos de guerra, prefiriendo olvidar el pasado nazi.
| Acusado               | Sentencia    | Pena                                                                                    |
| --------------------- | ------------ | --------------------------------------------------------------------------------------- |
| Ernst Biberstein      | culpable     | condenado a muerte (pena conmutada a cadena perpetua)                                   |
| Paul Blobel           | culpable     | condenado a muerte                                                                      |
| Walter Blume          | culpable     | condenado a muerte (pena conmutada a 25 años de prisión)                                |
| Werner Braune         | culpable     | condenado a muerte                                                                      |
| Erich Ehrlinger       | culpable     | Se escapó de la justicia. Fue detenido en 1958 y condenado a 12 años (liberado en 1965) |
| Lothar Fendler        | culpable     | 10 años de prisión (pena conmutada a 8 años de prisión)                                 |
| Waldemar Klingelhöfer | culpable     | liberado tras el juicio                                                                 |
| Walter Hänsch         | culpable     | condenado a muerte (pena conmutada a 15 años de prisión)                                |
| Emil Haussman         | (se suicidó) | -                                                                                       |
| Heinz Jost            | culpable     | cadena perpetua (pena conmutada a 10 de prisión)                                        |
| Waldemar Klingelhöfer | culpable     | condenado a muerte (pena conmutada a cadena perpetua).Liberado posteriormente en 1956.  |
| Erich Naumann         | culpable     | condenado a muerte                                                                      |
| Gustav Nosske         | culpable     | cadena perpetua (pena conmutada a 10 años de prisión)                                   |
| Otto Ohlendorf        | culpable     | condenado a muerte                                                                      |
| Adolf Ott             | culpable     | condenado a muerte (pena conmutada a cadena perpetua)                                   |
| Waldemar von Radetzky | culpable     | 20 años de prisión (liberado en 1951)                                                   |
| Otto Rasch            | culpable     | declarado «no apto para ser sometido a juicio»                                          |
| Felix Rühl            | culpable     | 10 años de prisión (liberado en 1951)                                                   |
| Martin Sandberger     | culpable     | condenado a muerte (pena conmutada a cadena perpetua)                                   |
| Heinz Schubert        | culpable     | condenado a muerte (pena conmutada a 10 años de prisión)                                |
| Erwim Schulz          | culpable     | 20 años de prisión (pena conmutada a 15 años de prisión)                                |
| Willy Seibert         | culpable     | condenado a muerte (pena conmutada a 15 años de prisión)                                |
| Franz Six             | culpable     | 20 años de prisión (pena conmutada a 15 años de prisión)                                |
| Eugen Steimle         | culpable     | condenado a muerte (pena conmutada a 20 años de prisión)                                |
| Edward Strauch        | culpable     | condenado a muerte (murió en el hospital tras sufrir un ataque epiléptico)              |